# Bernard Maskit
Bernard Maskit (Nova Iorque, 27 de maio de 1935) é um matemático estadunidense.
Maskit obteve um doutorado em 1964 na Universidade de Nova Iorque, orientado por Lipman Bers.
Foi palestrante convidado do Congresso Internacional de Matemáticos em Vancouver (1974: Classification of Kleinian Groups). É fellow da American Mathematical Society. 

## Obras
- Kleinian Groups, Springer, Grundlehren der Mathematischen Wissenschaften 1988, ISBN 3-540-17746-9
- On Klein’s combination theorem, Teil 1, Trans. AMS, 120 (1965), 499-509, Teil 2, Trans. Amer. Math. Soc. 131 (1968), 32–39, Teil 3, in: Advances in the Theory of Riemann Surfaces (Proc. Conf., Stony Brook, N.Y., 1969), Annals of Mathematical Studies No. 66, Princeton University Press, Princeton, N.J., 1971, S. 297–316.
- On boundaries of Teichmüller spaces and on Kleinian groups. II, Ann. of Math., 91 (1970), 607–639 (Teil 1 stammte von Lipman Bers, Annals of Mathematics 91 (1970), 570-600)
- Moduli of marked Riemann surfaces, Bull. Amer. Math. Soc., 80 (1974), 773–777.
- On the classification of Kleinian groups. I. Koebe groups, Acta Math. 135 (1975), S. 249–270, II. Signatures, Acta Math. 138 (1976), 17–42
- com Irwin Kra: Involutions in Kleinian Groups, Bulletin AMS, 78 (1972), S. 801–805
- A theorem on planar covering surfaces with applications to 3-manifolds, Annals of Mathematics, 81 (1965), 341-355
- Construction of Kleinian groups, Proc. Conf. Complex Analysis, Minnesota 1964, Springer Verlag, 1965, S. 281–296
- com A. Beardon: Limit points of Kleinian groups and finite sided fundamental polyhedra, Acta Mathematica, 132 (1974), 1-12